# مهمانی خانگی: شب موعود
مهمانی خانگی: شب موعود (به انگلیسی: House Party: Tonight's the Night) یک فیلم کمدی آمریکایی ویدئویی به کارگردانی دارین اسکات محصول سال ۲۰۱۳ است. این پنجمین و آخرین قسمت از سری فیلم‌های مهمانی خانگی و ادامه مستقیم مهمانی خانگی ۳ (۱۹۹۴) محسوب می‌شود، در این فیلم تکوان ریچموند و زک گودسپید در نقش دو دانش‌آموز دبیرستانی بازی می‌کنند که تصمیم می‌گیرند در حالی که والدینشان خارج از شهر هستند یک مهمانی برگزار کنند. آنها همچنین به دنبال ورود به صنعت موسیقی هستند. بازیگر کید پلی که ستاره‌های اصلی سه فیلم اول بودند، در این فیلم حضور خاصی دارند.

## تولید
فیلمبرداری در ۲۴ سپتامبر ۲۰۱۲ در آفریقای جنوبی آغاز شد.